# Flyakite OS X
Bei Flyakite OS X handelt es sich um ein Programm für Windows XP, welches das komplette Aussehen (Look and Feel) des Desktops in den Stil von Mac OS X verändert. Dazu gehört das Aussehen der Fenster, das Startmenü, der Anmeldebildschirms und natürlich alle möglichen Icons.
Das System ist zurzeit in der Version 3.5 verfügbar, das Installationspaket hat eine Größe von ca. 30 MB. Es verändert bei der Installation viele hundert Windows-Systemdateien. Eine Deinstallationsmöglichkeit ist auch vorhanden. Sicherheitshalber wird ein so genannter Wiederherstellungspunkt in Windows gesetzt, der ein Zurücksetzen der Systemdateien ermöglicht, falls bei der Installation oder Deinstallation des Programms ein nicht behebbarer Fehler auftreten sollte.
Die Homepage von Flyakite OS X ist in Form einer Web-Applikation aufgebaut und lässt sich in den Grundzügen wie ein MacOSX-Desktop bedienen.
Man kann aber auch auf Mac-Feel verzichten und sich nur für Mac-Look entscheiden – also die Themes alleine auf den Rechner installieren. Das Tiger-Theme zeichnet sich insbesondere dadurch aus, dass alle Kopf- und Fußleisten deutlich schmaler werden. Bei einer Auflösung von 1024 × 768 Pixeln gewinnt man beispielsweise so viel Platz, dass die Startleiste um eine Ebene erhöht werden kann, ohne dass deshalb die Programme weniger Inhalt hätten.